# Ivaylo Chochev
Ivailo Chochev (en búlgaro: Ивайло Чочев; Pleven, 18 de febrero de 1993) es un futbolista búlgaro que juega de centrocampista en el PFC Ludogorets Razgrad de la Primera Liga de Bulgaria y en la selección de fútbol de Bulgaria.

## Carrera
El primer equipo profesional de Chochev fue el PFC Chavdar Etropole, con el que debutó en el primer equipo en el año 2010. Con este club marcó 17 goles en 61 partidos.
En enero de 2013 firmó un contrato con el CSKA Sofia, uno de los principales clubes de su país.
En julio de 2014 firmó un contrato con el US Città di Palermo, haciendo buenas actuaciones en sus dos primeras temporadas en el club italiano.
El 18 de julio de 2019 el Delfino Pescara 1936 hizo oficial su incorporación.
Tras seis años jugando en Italia, en agosto de 2020 se hizo oficial su vuelta al fútbol búlgaro después de firmar con el F. C. CSKA 1948 Sofia por tres temporadas. Estuvo en este equipo hasta febrero de 2024, momento en el que fichó por el PFC Ludogorets Razgrad.

## Clubes
| Club                   | País     | Año       |
| ---------------------- | -------- | --------- |
| PFC Chavdar Etropole   | Bulgaria | 2008-2013 |
| PFC CSKA Sofia         | Bulgaria | 2013-2014 |
| U. S. Città di Palermo | Italia   | 2014-2019 |
| Delfino Pescara 1936   | Italia   | 2019-2020 |
| F. C. CSKA 1948 Sofia  | Bulgaria | 2020-2024 |
| PFC Ludogorets Razgrad | Bulgaria | 2024-     |

## Palmarés

### Títulos nacionales
| Título                   | Club                   | País     | Año  |
| ------------------------ | ---------------------- | -------- | ---- |
| Primera Liga de Bulgaria | PFC Ludogorets Razgrad | Bulgaria | 2024 |
| Supercopa de Bulgaria    | PFC Ludogorets Razgrad | Bulgaria | 2024 |
| Primera Liga de Bulgaria | PFC Ludogorets Razgrad | Bulgaria | 2025 |
| Copa de Bulgaria         | PFC Ludogorets Razgrad | Bulgaria | 2025 |